# Creoleon remanei
Creoleon remanei är en insektsart som beskrevs av Hölzel 1972. Creoleon remanei ingår i släktet Creoleon och familjen myrlejonsländor. Inga underarter finns listade i Catalogue of Life.